# Герб Кюлетского 2-го наслега
Герб муниципального образования сельское поселение «Кюлетский 2-й наслег» Вилюйского улуса Республики Саха (Якутия) Российской Федерации.
Герб утверждён решением Кюлетского 2-го наслежного Совета № 2 от 4 апреля 2009 года.
Герб внесён в Государственный геральдический регистр Российской Федерации под регистрационном номером 6429.

## Описание герба
«В лазоревом поле с оконечностью, нитевидно окаймлённой серебром, волнисто пересечённой зеленью и лазурью с серебряной нитью поверх сечения, летящий в праву перевязь серебряный журавль — стерх с черными концами крыльев, червлёными лапами и клювом, сопровождаемый вверху справа золотым безантом».